# چد کروگر
چد رابرت کروگر (به انگلیسی: Chad Robert Kroeger) (زاده ۱۵ نوامبر ۱۹۷۴) با نام اولیه چد رابرت تورتون (به انگلیسی: Chad Robert Turton) ترانه‌سرا، خواننده و گیتاریست کانادایی گروه نیکل بک است. علاوه بر همکاری با گروه نیکل بک، کروگر در کارهای دیگری نظیر نوازندگی به عنوان مهمان یا سهیم بودن در تولید و آهنگسازی آنها ظاهر شده‌است. او آهنگ‌های شرکتی متعددی نیز برای هنرمندان دیگر و فیلم‌ها نوشته‌است.
وی در سال ۲۰۱۳ با خوانندهٔ معروف کانادایی-فرانسوی آوریل لاوین ازدواج کرد و در همان سال آهنگ رهایم کن را با هم اجرا کردند. آن‌ها دو سال بعد از هم طلاق گرفتند.